# Liste der Nummer-eins-Hits in Australien (2015)
Dies ist eine Liste der Nummer-eins-Hits in Australien im Jahr 2015. Es liegen die offiziellen Top-50-Single- und Albumcharts der Australian Recording Industry Association (ARIA) zugrunde. Sie basieren auf den Verkäufen von Songs und Alben in Australien sowie bei den Singlecharts auch auf den Aufrufen der Lieder bei Musikstreaming-Anbietern.

## Singles
| ← 2014 ← | Liste der Nummer-eins-Hits in Australien | Liste der Nummer-eins-Hits in Australien                                            | Liste der Nummer-eins-Hits in Australien | 2016 → |
| \| Zeitraum \| Wo. ges. \| Interpret \| Titel Autor(en) \| Zusätzliche Informationen \| \| (Zeitraum, Wochen auf Platz eins, Interpret, Titel, Autor[en], zusätzliche Informationen) \| \| \| \| \| \| ----------------------------------------------------------------------------------------- \| -------- \| ----------------------------------------------------------------------------------- \| -------------------------------------------------------------------------------------------------------------------------------------------------- \| ------------------------------------------------------------------------------------------------------------------------------------------------------------------------------------------------------------------------------------------------------------------------------------------------------------- \| \| 15. Dezember 2014 – 25. Januar 2015 6 Wochen \| 6 \| Mark Ronson feat. Bruno Mars \| Uptown Funk! Mark Ronson, Jeff Bhasker, Bruno Mars, Philip Lawrence \| – \| \| 26. Januar 2015 – 15. Februar 2015 3 Wochen \| 3 \| Omi \| Cheerleader (Felix Jaehn Remix) Omar Samuel Pasley, Clifton Dillon, Mark Bradford, Ryan Dillon, Sly Dunbar \| – \| \| 16. Februar 2015 – 22. Februar 2015 1 Woche \| 1 \| Rihanna, Kanye West & Paul McCartney \| FourFiveSeconds Kanye West, Paul McCartney, Kirby Lauryen, Mike Dean, Tyrone Griffin, Dave Longstreth, Dallas Austin, Elon Rutberg, Noah Goldstein \| – \| \| 23. Februar 2015 – 22. März 2015 4 Wochen \| 4 \| Ellie Goulding \| Love Me like You Do Max Martin, Savan Kotecha, Ali Payami, Tove Nilsson, Ilya Salmanzadeh \| – \| \| 23. März 2015 – 5. April 2015 2 Wochen \| 2 \| Lunchmoney Lewis \| Bills Eric Burton Frederic, Rickard Bertil Göransson, Jacob Kasher Hindlin, Gamal Kosh Lewis \| – \| \| 6. April 2015 – 12. April 2015 1 Woche \| 1 \| Major Lazer & DJ Snake feat. Mø \| Lean On Thomas Wesley Pentz, Karen Marie Ørsted, William Grigahcine, Philip Meckseper \| – \| \| 13. April 2015 – 24. Mai 2015 6 Wochen \| 6 \| Wiz Khalifa feat. Charlie Puth \| See You Again Justin Franks, Cameron Thomaz, Andrew Cedar, Charles Puth \| – \| \| 25. Mai 2015 – 31. Mai 2015 1 Woche \| 1 \| Grace feat. G-Eazy \| You Don’t Own Me David White, John Madara \| Kaum hat Conrad Sewell national wie international (mit Kygo) seinen Durchbruch, hat auch seine Schwester Grace ihren ersten Singlehit. Mit diesem Remake des Lesley-Gore-Hits von 1963 erreicht sie auf Anhieb die Chartspitze, nachdem das Lied in der Vorschau auf die TV-Serie Love Child verwendet wurde. \| \| 1. Juni 2015 – 21. Juni 2015 3 Wochen \| 3 \| Taylor Swift feat. Kendrick Lamar \| Bad Blood Max Martin, Johan Schuster, Taylor Swift, Kendrick Lamar \| – \| \| 22. Juni 2015 – 28. Juni 2015 1 Woche \| 1 \| Conrad Sewell \| Start Again Jamie Hartman, Conrad Sewell \| Nur wenige Wochen nach Schwester Grace hat auch Conrad Sewell seinen ersten Nummer-eins-Hit. \| \| 29. Juni 2015 – 26. Juli 2015 4 Wochen \| 4 \| Meghan Trainor feat. John Legend \| Like I’m Gonna Lose You Justin Weaver, Meghan Trainor, Caitlin Smith \| – \| \| 27. Juli 2015 – 9. August 2015 2 Wochen \| 2 \| Lost Frequencies \| Are You with Me Tommy Lee James, Shane McAnally, Terry McBride \| – \| \| 10. August 2015 – 16. August 2015 1 Woche \| 1 \| One Direction \| Drag Me Down John Ryan, Julian Bunetta, Jamie Scott \| – \| \| 17. August 2015 – 30. August 2015 2 Wochen \| 2 \| Delta Goodrem \| Wings Delta Goodrem, Anthony Egizii, David Musumeci \| Nachdem die schauspielernde Popsängerin in den ersten fünf Jahren ihrer Karriere acht Nummer-eins-Singles gehabt hatte, dauerte es acht Jahre bis zum neunten Spitzenreiter. \| \| 31. August 2015 – 6. September 2015 1 Woche \| 1 \| Calvin Harris & Disciples \| How Deep Is Your Love? Adam Wiles, Ina Wroldsen, Nathan Duvall, Gavin Koolmon, Luke McDermott \| – \| \| 7. September 2015 – 4. Oktober 2015 4 Wochen \| 4 \| Justin Bieber \| What Do You Mean? Jason Boyd, Mason Levy, Justin Bieber \| – \| \| 5. Oktober 2015 – 1. November 2015 4 Wochen \| 4 \| Macklemore & Ryan Lewis feat. Eric Nally, Melle Mel, Kool Moe Dee & Grandmaster Caz \| Downtown Ben Haggerty, Ryan Lewis, Joshua Karp, Darian Asplund, Eric Nally, Evan Flory-Barnes, Jacob Dutton, Tim Haggerty \| Bereits mit den ersten drei Singles war das Duo 2012 und 2013 in Australien auf Platz eins und damit hier besonders erfolgreich gewesen. \| \| 2. November 2015 – 13. Dezember 2015 6 Wochen \| 6 \| Adele \| Hello Greg Kurstin, Adele Adkins \| – \| \| 14. Dezember 2015 – 31. Januar 2016 7 Wochen \| 7 \| Justin Bieber \| Love Yourself Benjamin Levin, Justin Bieber, Ed Sheeran \| – \| |                                          |                                                                                     | | |
| ← 2014 |                                          |                                                                                     | | → 2016 → |
| Zeitraum | Wo. ges.                                 | Interpret                                                                           | Titel Autor(en) | Zusätzliche Informationen |
| (Zeitraum, Wochen auf Platz eins, Interpret, Titel, Autor[en], zusätzliche Informationen) |                                          |                                                                                     | | |
| 15. Dezember 2014 – 25. Januar 2015 6 Wochen | 6                                        | Mark Ronson feat. Bruno Mars                                                        | Uptown Funk! Mark Ronson, Jeff Bhasker, Bruno Mars, Philip Lawrence                                                                                | – |
| 26. Januar 2015 – 15. Februar 2015 3 Wochen | 3                                        | Omi                                                                                 | Cheerleader (Felix Jaehn Remix) Omar Samuel Pasley, Clifton Dillon, Mark Bradford, Ryan Dillon, Sly Dunbar                                         | – |
| 16. Februar 2015 – 22. Februar 2015 1 Woche | 1                                        | Rihanna, Kanye West & Paul McCartney                                                | FourFiveSeconds Kanye West, Paul McCartney, Kirby Lauryen, Mike Dean, Tyrone Griffin, Dave Longstreth, Dallas Austin, Elon Rutberg, Noah Goldstein | – |
| 23. Februar 2015 – 22. März 2015 4 Wochen | 4                                        | Ellie Goulding                                                                      | Love Me like You Do Max Martin, Savan Kotecha, Ali Payami, Tove Nilsson, Ilya Salmanzadeh                                                          | – |
| 23. März 2015 – 5. April 2015 2 Wochen | 2                                        | Lunchmoney Lewis                                                                    | Bills Eric Burton Frederic, Rickard Bertil Göransson, Jacob Kasher Hindlin, Gamal Kosh Lewis                                                       | – |
| 6. April 2015 – 12. April 2015 1 Woche | 1                                        | Major Lazer & DJ Snake feat. Mø                                                     | Lean On Thomas Wesley Pentz, Karen Marie Ørsted, William Grigahcine, Philip Meckseper                                                              | – |
| 13. April 2015 – 24. Mai 2015 6 Wochen | 6                                        | Wiz Khalifa feat. Charlie Puth                                                      | See You Again Justin Franks, Cameron Thomaz, Andrew Cedar, Charles Puth                                                                            | – |
| 25. Mai 2015 – 31. Mai 2015 1 Woche | 1                                        | Grace feat. G-Eazy                                                                  | You Don’t Own Me David White, John Madara | Kaum hat Conrad Sewell national wie international (mit Kygo) seinen Durchbruch, hat auch seine Schwester Grace ihren ersten Singlehit. Mit diesem Remake des Lesley-Gore-Hits von 1963 erreicht sie auf Anhieb die Chartspitze, nachdem das Lied in der Vorschau auf die TV-Serie Love Child verwendet wurde. |
| 1. Juni 2015 – 21. Juni 2015 3 Wochen | 3                                        | Taylor Swift feat. Kendrick Lamar                                                   | Bad Blood Max Martin, Johan Schuster, Taylor Swift, Kendrick Lamar                                                                                 | – |
| 22. Juni 2015 – 28. Juni 2015 1 Woche | 1                                        | Conrad Sewell                                                                       | Start Again Jamie Hartman, Conrad Sewell | Nur wenige Wochen nach Schwester Grace hat auch Conrad Sewell seinen ersten Nummer-eins-Hit. |
| 29. Juni 2015 – 26. Juli 2015 4 Wochen | 4                                        | Meghan Trainor feat. John Legend                                                    | Like I’m Gonna Lose You Justin Weaver, Meghan Trainor, Caitlin Smith                                                                               | – |
| 27. Juli 2015 – 9. August 2015 2 Wochen | 2                                        | Lost Frequencies                                                                    | Are You with Me Tommy Lee James, Shane McAnally, Terry McBride                                                                                     | – |
| 10. August 2015 – 16. August 2015 1 Woche | 1                                        | One Direction                                                                       | Drag Me Down John Ryan, Julian Bunetta, Jamie Scott                                                                                                | – |
| 17. August 2015 – 30. August 2015 2 Wochen | 2                                        | Delta Goodrem                                                                       | Wings Delta Goodrem, Anthony Egizii, David Musumeci                                                                                                | Nachdem die schauspielernde Popsängerin in den ersten fünf Jahren ihrer Karriere acht Nummer-eins-Singles gehabt hatte, dauerte es acht Jahre bis zum neunten Spitzenreiter. |
| 31. August 2015 – 6. September 2015 1 Woche | 1                                        | Calvin Harris & Disciples                                                           | How Deep Is Your Love? Adam Wiles, Ina Wroldsen, Nathan Duvall, Gavin Koolmon, Luke McDermott                                                      | – |
| 7. September 2015 – 4. Oktober 2015 4 Wochen | 4                                        | Justin Bieber                                                                       | What Do You Mean? Jason Boyd, Mason Levy, Justin Bieber                                                                                            | – |
| 5. Oktober 2015 – 1. November 2015 4 Wochen | 4                                        | Macklemore & Ryan Lewis feat. Eric Nally, Melle Mel, Kool Moe Dee & Grandmaster Caz | Downtown Ben Haggerty, Ryan Lewis, Joshua Karp, Darian Asplund, Eric Nally, Evan Flory-Barnes, Jacob Dutton, Tim Haggerty                          | Bereits mit den ersten drei Singles war das Duo 2012 und 2013 in Australien auf Platz eins und damit hier besonders erfolgreich gewesen. |
| 2. November 2015 – 13. Dezember 2015 6 Wochen | 6                                        | Adele                                                                               | Hello Greg Kurstin, Adele Adkins | – |
| 14. Dezember 2015 – 31. Januar 2016 7 Wochen | 7                                        | Justin Bieber                                                                       | Love Yourself Benjamin Levin, Justin Bieber, Ed Sheeran                                                                                            | – |

## Alben
| ← 2014 ← | Liste der Nummer-eins-Hits in Australien | Liste der Nummer-eins-Hits in Australien            | Liste der Nummer-eins-Hits in Australien | 2016 → |
| \| Zeitraum \| Wo. ges. \| Interpret \| Titel \| Zusätzliche Informationen \| \| (Zeitraum, Wochen auf Platz eins, Interpret, Titel, zusätzliche Informationen) \| \| \| \| \| \| ------------------------------------------------------------------------------ \| -------- \| --------------------------------------------------- \| -------------------------------- \| ------------------------------------------------------------------------------------------------------------------------------------------------------------------------------------------------------------------------------------------------------------------- \| \| 29. Dezember 2014 – 4. Januar 2015 1 Woche (insgesamt 8) \| 8 \| Ed Sheeran \| × \| – \| \| 5. Januar 2015 – 18. Januar 2015 2 Wochen (insgesamt 9) \| 9 \| Taylor Swift \| 1989 \| – \| \| 19. Januar 2015 – 25. Januar 2015 1 Woche (insgesamt 2) \| 2 \| Meghan Trainor \| Title \| – \| \| 26. Januar 2015 – 15. Februar 2015 3 Wochen (insgesamt 9) \| 9 \| Taylor Swift \| 1989 \| – \| \| 16. Februar 2015 – 15. März 2015 4 Wochen \| 4 \| (Soundtrack) \| Fifty Shades of Grey \| – \| \| 16. März 2015 – 22. März 2015 1 Woche \| 1 \| Madonna \| Rebel Heart \| – \| \| 23. März 2015 – 29. März 2015 1 Woche \| 1 \| Kendrick Lamar \| To Pimp a Butterfly \| – \| \| 30. März 2015 – 26. April 2015 4 Wochen \| 4 \| Lee Kernaghan \| Spirit of the Anzacs \| Seit mehr als 20 Jahren ist Lee Karnaghan einer der erfolgreichsten Countrymusiker des Landes und siebenmal war er mit Alben auch schon in den Top 10 der Charts. Mit diesem Album zu Ehren der ANZAC-Soldaten des Ersten Weltkriegs kam er erstmals an die Spitze. \| \| 27. April 2015 – 10. Mai 2015 2 Wochen \| 2 \| Sam Smith \| In the Lonely Hour \| – \| \| 11. Mai 2015 – 17. Mai 2015 1 Woche \| 1 \| Mumford & Sons \| Wilder Mind \| – \| \| 18. Mai 2015 – 24. Mai 2015 1 Woche (insgesamt 8) \| 8 \| Ed Sheeran \| × \| – \| \| 25. Mai 2015 – 31. Mai 2015 1 Woche \| 1 \| Hermitude \| Dark Night, Sweet Light \| – \| \| 1. Juni 2015 – 7. Juni 2015 1 Woche \| 1 \| Hillsong United \| Empires \| Für die weltweit erfolgreiche Gemeinde der christlichen Pfingstbewegung ist es nach 2004 und 2013 das dritte Nummer-eins-Album in ihrem Heimatland. \| \| 8. Juni 2015 – 14. Juni 2015 1 Woche (insgesamt 2) \| 2 \| Florence + the Machine \| How Big, How Blue, How Beautiful \| – \| \| 15. Juni 2015 – 21. Juni 2015 1 Woche \| 1 \| Muse \| Drones \| – \| \| 22. Juni 2015 – 28. Juni 2015 1 Woche (insgesamt 2) \| 2 \| Florence + the Machine \| How Big, How Blue, How Beautiful \| – \| \| 29. Juni 2015 – 5. Juli 2015 1 Woche (insgesamt 8) \| 8 \| Ed Sheeran \| × \| – \| \| 6. Juli 2015 – 26. Juli 2015 3 Wochen \| 3 \| John Farnham & Olivia Newton-John \| Two Strong Hearts \| – \| \| 27. Juli 2015 – 2. August 2015 1 Woche \| 1 \| Tame Impala \| Currents \| Die international erfolgreiche Band aus Westaustralien erreichte im dritten Anlauf die Spitze, nachdem zuvor zweimal bei Platz 4 Ende gewesen war. \| \| 3. August 2015 – 9. August 2015 1 Woche \| 1 \| Northlane \| Node \| – \| \| 10. August 2015 – 16. August 2015 1 Woche (insgesamt 2) \| 2 \| Meghan Trainor \| Title \| – \| \| 17. August 2015 – 23. August 2015 1 Woche \| 1 \| Dr. Dre \| Compton: A Soundtrack by Dr. Dre \| – \| \| 24. August 2015 – 30. August 2015 1 Woche \| 1 \| Bullet for My Valentine \| Venom \| – \| \| 31. August 2015 – 6. September 2015 1 Woche (insgesamt 2) \| 2 \| Disturbed \| Immortalized \| Nach 2008 ist es das zweite Mal, dass die Metalband aus USA in Australien die Chartspitze einnimmt. \| \| 7. September 2015 – 13. September 2015 1 Woche \| 1 \| The Weeknd \| Beauty Behind the Madness \| – \| \| 14. September 2015 – 20. September 2015 1 Woche \| 1 \| Troye Sivan \| Wild \| Für die YouTube-Entdeckung war es die erste Nummer-eins-Platzierung in seinem Heimatland. \| \| 21. September 2015 – 27. September 2015 1 Woche \| 1 \| Bring Me the Horizon \| That’s the Spirit \| Zum dritten Mal in Folge steht die Metalband auf Platz eins der Albumcharts. Nicht einmal in ihrer Heimat waren die Briten annähernd so erfolgreich. \| \| 28. September 2015 – 4. Oktober 2015 1 Woche \| 1 \| Lana Del Rey \| Honeymoon \| Mit allen drei Alben seit ihrem Durchbruch 2012 erreichte Lana Del Rey Platz eins der Albumcharts. \| \| 5. Oktober 2015 – 11. Oktober 2015 1 Woche \| 1 \| Parkway Drive \| Ire \| Platz zwei und Platz drei hatte die Metalcore-Band mit den letzten beiden Alben schon belegt, erstmals schafften sie es auf Platz eins. \| \| 12. Oktober 2015 – 18. Oktober 2015 1 Woche \| 1 \| (Verschiedene Interpreten) \| Triple J: Like a Version Vol. 11 \| Im dritten Jahr in Folge erreicht eine Ausgabe dieser Compilation-Serie des Senders Triple J Platz eins der Charts. \| \| 19. Oktober 2015 – 25. Oktober 2015 1 Woche \| 1 \| Boy & Bear \| Limit of Love \| Für die Sydneysider war es nach Harlequin Dream 2013 das zweite Nummer-eins-Album in Folge. \| \| 26. Oktober 2015 – 1. November 2015 1 Woche \| 1 \| Hillsong Worship \| Open Heaven / River Wild \| Zum zweiten Mal in einem Jahr gelingt der Hillsong Church mit ihrer christlichen Popmusik ein Nummer-eins-Album in ihrem Herkunftsland. \| \| 2. November 2015 – 8. November 2015 1 Woche \| 1 \| 5 Seconds of Summer \| Sounds Good, Feels Good \| Es war mit dem zweiten Album auch die zweite Nummer-eins-Platzierung in ihrer Heimat für die Boyband. \| \| 9. November 2015 – 22. November 2015 2 Wochen \| 2 \| Elvis Presley with the Royal Philharmonic Orchestra \| If I Can Dream \| Nach der Nummer-eins-Hit-Sammlung Elv1s 2002 ist es das zweite posthume Nummer-eins-Album für den „King“ in Australien. Der einzige Solokünstler, der das vor ihm bereits geschafft hat, ist John Lennon.[1] \| \| 23. November 2015 – 29. November 2015 1 Woche \| 1 \| Justin Bieber \| Purpose \| Mit seiner siebten Veröffentlichung in fünf Jahren stand Bieber zum dritten Mal an der Spitze der Albumcharts. Damit ist er auch der dritterfolgreichste Kanadier in Australien hinter Céline Dion und Michael Bublé (jeweils fünf Nummer-eins-Alben). \| \| 30. November 2015 – 17. Januar 2016 7 Wochen (insgesamt 8) \| 8 \| Adele \| 25 \| – \| |                                          |                                                     |                                          | |
| ← 2014 |                                          |                                                     |                                          | → 2016 → |
| Zeitraum | Wo. ges.                                 | Interpret                                           | Titel                                    | Zusätzliche Informationen |
| (Zeitraum, Wochen auf Platz eins, Interpret, Titel, zusätzliche Informationen) |                                          |                                                     |                                          | |
| 29. Dezember 2014 – 4. Januar 2015 1 Woche (insgesamt 8) | 8                                        | Ed Sheeran                                          | ×                                        | – |
| 5. Januar 2015 – 18. Januar 2015 2 Wochen (insgesamt 9) | 9                                        | Taylor Swift                                        | 1989                                     | – |
| 19. Januar 2015 – 25. Januar 2015 1 Woche (insgesamt 2) | 2                                        | Meghan Trainor                                      | Title                                    | – |
| 26. Januar 2015 – 15. Februar 2015 3 Wochen (insgesamt 9) | 9                                        | Taylor Swift                                        | 1989                                     | – |
| 16. Februar 2015 – 15. März 2015 4 Wochen | 4                                        | (Soundtrack)                                        | Fifty Shades of Grey                     | – |
| 16. März 2015 – 22. März 2015 1 Woche | 1                                        | Madonna                                             | Rebel Heart                              | – |
| 23. März 2015 – 29. März 2015 1 Woche | 1                                        | Kendrick Lamar                                      | To Pimp a Butterfly                      | – |
| 30. März 2015 – 26. April 2015 4 Wochen | 4                                        | Lee Kernaghan                                       | Spirit of the Anzacs                     | Seit mehr als 20 Jahren ist Lee Karnaghan einer der erfolgreichsten Countrymusiker des Landes und siebenmal war er mit Alben auch schon in den Top 10 der Charts. Mit diesem Album zu Ehren der ANZAC-Soldaten des Ersten Weltkriegs kam er erstmals an die Spitze. |
| 27. April 2015 – 10. Mai 2015 2 Wochen | 2                                        | Sam Smith                                           | In the Lonely Hour                       | – |
| 11. Mai 2015 – 17. Mai 2015 1 Woche | 1                                        | Mumford & Sons                                      | Wilder Mind                              | – |
| 18. Mai 2015 – 24. Mai 2015 1 Woche (insgesamt 8) | 8                                        | Ed Sheeran                                          | ×                                        | – |
| 25. Mai 2015 – 31. Mai 2015 1 Woche | 1                                        | Hermitude                                           | Dark Night, Sweet Light                  | – |
| 1. Juni 2015 – 7. Juni 2015 1 Woche | 1                                        | Hillsong United                                     | Empires                                  | Für die weltweit erfolgreiche Gemeinde der christlichen Pfingstbewegung ist es nach 2004 und 2013 das dritte Nummer-eins-Album in ihrem Heimatland. |
| 8. Juni 2015 – 14. Juni 2015 1 Woche (insgesamt 2) | 2                                        | Florence + the Machine                              | How Big, How Blue, How Beautiful         | – |
| 15. Juni 2015 – 21. Juni 2015 1 Woche | 1                                        | Muse                                                | Drones                                   | – |
| 22. Juni 2015 – 28. Juni 2015 1 Woche (insgesamt 2) | 2                                        | Florence + the Machine                              | How Big, How Blue, How Beautiful         | – |
| 29. Juni 2015 – 5. Juli 2015 1 Woche (insgesamt 8) | 8                                        | Ed Sheeran                                          | ×                                        | – |
| 6. Juli 2015 – 26. Juli 2015 3 Wochen | 3                                        | John Farnham & Olivia Newton-John                   | Two Strong Hearts                        | – |
| 27. Juli 2015 – 2. August 2015 1 Woche | 1                                        | Tame Impala                                         | Currents                                 | Die international erfolgreiche Band aus Westaustralien erreichte im dritten Anlauf die Spitze, nachdem zuvor zweimal bei Platz 4 Ende gewesen war. |
| 3. August 2015 – 9. August 2015 1 Woche | 1                                        | Northlane                                           | Node                                     | – |
| 10. August 2015 – 16. August 2015 1 Woche (insgesamt 2) | 2                                        | Meghan Trainor                                      | Title                                    | – |
| 17. August 2015 – 23. August 2015 1 Woche | 1                                        | Dr. Dre                                             | Compton: A Soundtrack by Dr. Dre         | – |
| 24. August 2015 – 30. August 2015 1 Woche | 1                                        | Bullet for My Valentine                             | Venom                                    | – |
| 31. August 2015 – 6. September 2015 1 Woche (insgesamt 2) | 2                                        | Disturbed                                           | Immortalized                             | Nach 2008 ist es das zweite Mal, dass die Metalband aus USA in Australien die Chartspitze einnimmt. |
| 7. September 2015 – 13. September 2015 1 Woche | 1                                        | The Weeknd                                          | Beauty Behind the Madness                | – |
| 14. September 2015 – 20. September 2015 1 Woche | 1                                        | Troye Sivan                                         | Wild                                     | Für die YouTube-Entdeckung war es die erste Nummer-eins-Platzierung in seinem Heimatland. |
| 21. September 2015 – 27. September 2015 1 Woche | 1                                        | Bring Me the Horizon                                | That’s the Spirit                        | Zum dritten Mal in Folge steht die Metalband auf Platz eins der Albumcharts. Nicht einmal in ihrer Heimat waren die Briten annähernd so erfolgreich. |
| 28. September 2015 – 4. Oktober 2015 1 Woche | 1                                        | Lana Del Rey                                        | Honeymoon                                | Mit allen drei Alben seit ihrem Durchbruch 2012 erreichte Lana Del Rey Platz eins der Albumcharts. |
| 5. Oktober 2015 – 11. Oktober 2015 1 Woche | 1                                        | Parkway Drive                                       | Ire                                      | Platz zwei und Platz drei hatte die Metalcore-Band mit den letzten beiden Alben schon belegt, erstmals schafften sie es auf Platz eins. |
| 12. Oktober 2015 – 18. Oktober 2015 1 Woche | 1                                        | (Verschiedene Interpreten)                          | Triple J: Like a Version Vol. 11         | Im dritten Jahr in Folge erreicht eine Ausgabe dieser Compilation-Serie des Senders Triple J Platz eins der Charts. |
| 19. Oktober 2015 – 25. Oktober 2015 1 Woche | 1                                        | Boy & Bear                                          | Limit of Love                            | Für die Sydneysider war es nach Harlequin Dream 2013 das zweite Nummer-eins-Album in Folge. |
| 26. Oktober 2015 – 1. November 2015 1 Woche | 1                                        | Hillsong Worship                                    | Open Heaven / River Wild                 | Zum zweiten Mal in einem Jahr gelingt der Hillsong Church mit ihrer christlichen Popmusik ein Nummer-eins-Album in ihrem Herkunftsland. |
| 2. November 2015 – 8. November 2015 1 Woche | 1                                        | 5 Seconds of Summer                                 | Sounds Good, Feels Good                  | Es war mit dem zweiten Album auch die zweite Nummer-eins-Platzierung in ihrer Heimat für die Boyband. |
| 9. November 2015 – 22. November 2015 2 Wochen | 2                                        | Elvis Presley with the Royal Philharmonic Orchestra | If I Can Dream                           | Nach der Nummer-eins-Hit-Sammlung Elv1s 2002 ist es das zweite posthume Nummer-eins-Album für den „King“ in Australien. Der einzige Solokünstler, der das vor ihm bereits geschafft hat, ist John Lennon.                                                           |
| 23. November 2015 – 29. November 2015 1 Woche | 1                                        | Justin Bieber                                       | Purpose                                  | Mit seiner siebten Veröffentlichung in fünf Jahren stand Bieber zum dritten Mal an der Spitze der Albumcharts. Damit ist er auch der dritterfolgreichste Kanadier in Australien hinter Céline Dion und Michael Bublé (jeweils fünf Nummer-eins-Alben).              |
| 30. November 2015 – 17. Januar 2016 7 Wochen (insgesamt 8) | 8                                        | Adele                                               | 25                                       | – |

## Jahreshitparaden
| ← 2014 ← | Liste der Nummer-eins-Hits in Australien | Liste der Nummer-eins-Hits in Australien                | Liste der Nummer-eins-Hits in Australien | 2016 →   |
| \| Singles \| Position# \| Alben \| \| ----------------------------------------------------------------------------------------------------------------------------------------------------------------------------------------- \| --------- \| ------------------------------------------------------- \| \| Uptown Funk! Mark Ronson feat. Bruno Mars Mark Ronson, Jeff Bhasker, Bruno Mars, Philip Lawrence \| 1 \| 25 Adele \| \| Cheerleader (Felix Jaehn Remix) Omi Omar Samuel Pasley, Clifton Dillon, Mark Bradford, Ryan Dillon, Sly Dunbar \| 2 \| × Ed Sheeran \| \| See You Again Wiz Khalifa feat. Charlie Puth Justin Franks, Cameron Thomaz, Andrew Cedar, Charles Puth \| 3 \| 1989 Taylor Swift \| \| Take Me to Church Hozier Andrew Hozier-Byrne \| 4 \| Purpose Justin Bieber \| \| Hello Adele Greg Kurstin, Adele Adkins \| 5 \| Title Meghan Trainor \| \| Lean On Major Lazer & DJ Snake feat. Mø Thomas Wesley Pentz, Karen Marie Ørsted, William Grigahcine, Philip Meckseper \| 6 \| In the Lonely Hour Sam Smith \| \| Love Me like You Do Ellie Goulding Max Martin, Savan Kotecha, Ali Payami, Tove Nilsson, Ilya Salmanzadeh \| 7 \| Christmas Michael Bublé \| \| Shut Up and Dance Walk the Moon Eli Maiman, Nicholas Petricca, Kevin Ray, Sean Waugaman, Benjamin Berger, Ryan McMahon \| 8 \| Spirit of the Anzacs Lee Kernaghan \| \| What Do You Mean? Justin Bieber Jason Boyd, Mason Levy, Justin Bieber \| 9 \| Made in the A. M. One Direction \| \| Four Five Seconds Rihanna, Kanye West & Paul McCartney Kanye West, Paul McCartney, Kirby Lauryen, Mike Dean, Tyrone Griffin, Dave Longstreth, Dallas Austin, Elon Rutberg, Noah Goldstein \| 10 \| How Big, How Blue, How Beautiful Florence + the Machine \| |                                          |                                                         |                                          |          |
| ← 2014 |                                          |                                                         |                                          | → 2016 → |
| Singles | Position#                                | Alben                                                   |                                          |          |
| Uptown Funk! Mark Ronson feat. Bruno Mars Mark Ronson, Jeff Bhasker, Bruno Mars, Philip Lawrence | 1                                        | 25 Adele                                                |                                          |          |
| Cheerleader (Felix Jaehn Remix) Omi Omar Samuel Pasley, Clifton Dillon, Mark Bradford, Ryan Dillon, Sly Dunbar | 2                                        | × Ed Sheeran                                            |                                          |          |
| See You Again Wiz Khalifa feat. Charlie Puth Justin Franks, Cameron Thomaz, Andrew Cedar, Charles Puth | 3                                        | 1989 Taylor Swift                                       |                                          |          |
| Take Me to Church Hozier Andrew Hozier-Byrne | 4                                        | Purpose Justin Bieber                                   |                                          |          |
| Hello Adele Greg Kurstin, Adele Adkins | 5                                        | Title Meghan Trainor                                    |                                          |          |
| Lean On Major Lazer & DJ Snake feat. Mø Thomas Wesley Pentz, Karen Marie Ørsted, William Grigahcine, Philip Meckseper | 6                                        | In the Lonely Hour Sam Smith                            |                                          |          |
| Love Me like You Do Ellie Goulding Max Martin, Savan Kotecha, Ali Payami, Tove Nilsson, Ilya Salmanzadeh | 7                                        | Christmas Michael Bublé                                 |                                          |          |
| Shut Up and Dance Walk the Moon Eli Maiman, Nicholas Petricca, Kevin Ray, Sean Waugaman, Benjamin Berger, Ryan McMahon | 8                                        | Spirit of the Anzacs Lee Kernaghan                      |                                          |          |
| What Do You Mean? Justin Bieber Jason Boyd, Mason Levy, Justin Bieber | 9                                        | Made in the A. M. One Direction                         |                                          |          |
| Four Five Seconds Rihanna, Kanye West & Paul McCartney Kanye West, Paul McCartney, Kirby Lauryen, Mike Dean, Tyrone Griffin, Dave Longstreth, Dallas Austin, Elon Rutberg, Noah Goldstein | 10                                       | How Big, How Blue, How Beautiful Florence + the Machine |                                          |          |